# ФК СЈК Сејнејоки
ФК СЈК Сејнејоки је фински фудбалски клуб из Сејнејокија, на западу државе. Клуб је основан 2007. године и тренутно наступа у Првој лиги Финске, највишој категорији финског фудбала. Као домаћин клуб наступа на ОмаСП стадиону капацитета 5.817 седећих места, који се налази у близини центра града и СЈК-овог тренинг центра Валаспорт. 

## Историја
ФК СЈК је основан 2007. године фузијом два клуба из Сејнејокија. Клуб је у периоду 2008/11 наступао у трећем рангу финског фудбала. Клуб се две године задржао у Другој лиги, да би 2014. године дебитовао у Првој лиги Финске, највишој категорији финског фудбала. Као дебитант у такмичењу, клуб је заузео високо друго место и освојио фински Лига-куп. Већ наредне године, 2015. клуб је направио историјски успех освојивши шампионску титулу и тиме прекинуо шестогодишњу доминацију ХЈК-а из Хелсинкија. У наредној сезони клуб је освојио и Куп Финске. СЈК је забележио наступе у међународним такмичењима, али није прошао даље од првог противника.

## Стадион
СЈК своје домаће утакмице игра на  ОмаСП стадиону капацитета 5.817 седећих места. Раније је клуб наступао на вишенаменском градском стадиону Сејнејоки.
Током 2010. године из клуба је саопштено да је у плану изградња новог стадиона. У јесен 2014. године званично је објављено да ће изградња новог стадиона ускоро почети. Његова изградња трајала је од лета 2015. до јуна 2016. године. Капацитет стадиона износи 5.817 седећих места.
СЈК Сејнејоки своје пријатељске и куп утакмице током зиме игра Валаспорт арени која је затворени тренинг центар у власништву клуба.

## Трофеји
- Прва лига Финске
  - Победник (1):2015
- Куп Финске
  - Победник (1):2016
- Лига куп Финске
  - Победник (1):2014

## ФК СЈК у европским такмичењима
| Сезона   | Такмичење         | Коло        | Клуб          | Дом. | Гост | Укупно |
| -------- | ----------------- | ----------- | ------------- | ---- | ---- | ------ |
| 2015/16  | Лига Европе       | 1. коло кв. | Хабнарфјердир | 0:1  | 0:1  | 0:2    |
| 2016/17  | Лига шампиона     | 2. коло кв. | БАТЕ Борисов  | 2:2  | 0:2  | 2:4    |
| 2017/18  | Лига Европе       | 1. коло кв. | Рејкјавик     | 0:2  | 0:0  | 0:2    |
| 2022/23. | Лига конференције | 1. коло кв. | Флора         | 4:2  | 0:1  | 4:3    |
| 2022/23. | Лига конференције | 2. коло кв. | Лилестрем     | 0:1  | 2:5  | 2:6    |